# Toro Rosso STR4
Der Toro Rosso STR4 war der vierte Formel-1-Rennwagen der Scuderia Toro Rosso und wurde in der Formel-1-Saison 2009 eingesetzt. Angetrieben wurde der STR4 von einem V8 Ferrari-Motor mit 2,4 l Hubraum. Für die Bereifung war Bridgestone verantwortlich, der auch alle anderen Team belieferte.

## Lackierung und Sponsoring
Die Grundfarbe des STR4 war aufgrund des Hauptsponsors Red Bull dunkelblau. Das Logo und der Schriftzug des Energydrink-Herstellers verliehen dem Fahrzeug rote Farbakzente.

## Fahrer
Zu Beginn der Saison wurden Sébastien Bourdais und Sébastien Buemi als Fahrer gesetzt. Während Buemi die komplette Saison fahren durfte, musste Bourdais seinen Platz nach dem neunten Rennen der Saison an Jaime Alguersuari abgeben.

## Ergebnisse
| Fahrer               | Nr.                  | 1 | 2   | 3  | 4  | 5   | 6   | 7  | 8   | 9   | 10 | 11  | 12  | 13  | 14  | 15  | 16 | 17  | Punkte | Rang |
| -------------------- | -------------------- | - | --- | -- | -- | --- | --- | -- | --- | --- | -- | --- | --- | --- | --- | --- | -- | --- | ------ | ---- |
| Formel-1-Saison 2009 | Formel-1-Saison 2009 |   |     |    |    |     |     |    |     |     |    |     |     |     |     |     |    |     | 8      | 10.  |
| S. Bourdais          | 11                   | 8 | 10  | 11 | 13 | DNF | 8   | 18 | DNF | DNF |    |     |     |     |     |     |    |     | 8      | 10.  |
| J. Alguersuari       | 11                   |   |     |    |    |     |     |    |     |     | 15 | 16  | DNF | DNF | DNF | DNF | 14 | DNF | 8      | 10.  |
| S. Buemi             | 12                   | 7 | 16* | 8  | 17 | DNF | DNF | 15 | 18  | 16  | 16 | DNF | 12  | 13  | DNF | DNF | 7  | 8   | 8      | 10.  |

| Legende  | Legende            | Legende                                                          |
| Farbe    | Abkürzung          | Bedeutung                                                        |
| -------- | ------------------ | ---------------------------------------------------------------- |
| Gold     | –                  | Sieg                                                             |
| Silber   | –                  | 2. Platz                                                         |
| Bronze   | –                  | 3. Platz                                                         |
| Grün     | –                  | Platzierung in den Punkten                                       |
| Blau     | –                  | Klassifiziert außerhalb der Punkteränge                          |
| Violett  | DNF                | Rennen nicht beendet (did not finish)                            |
| Violett  | NC                 | nicht klassifiziert (not classified)                             |
| Rot      | DNQ                | nicht qualifiziert (did not qualify)                             |
| Rot      | DNPQ               | in Vorqualifikation gescheitert (did not pre-qualify)            |
| Schwarz  | DSQ                | disqualifiziert (disqualified)                                   |
| Weiß     | DNS                | nicht am Start (did not start)                                   |
| Weiß     | WD                 | zurückgezogen (withdrawn)                                        |
| Hellblau | PO                 | nur am Training teilgenommen (practiced only)                    |
| Hellblau | TD                 | Freitags-Testfahrer (test driver)                                |
| ohne     | DNP                | nicht am Training teilgenommen (did not practice)                |
| ohne     | INJ                | verletzt oder krank (injured)                                    |
| ohne     | EX                 | ausgeschlossen (excluded)                                        |
| ohne     | DNA                | nicht erschienen (did not arrive)                                |
| ohne     | C                  | Rennen abgesagt (cancelled)                                      |
| ohne     | keine WM-Teilnahme |                                                                  |
| sonstige | P/fett             | Pole-Position                                                    |
| sonstige | 1/2/3/4/5/6/7/8    | Punktplatzierung im Sprint-/Qualifikationsrennen                 |
| sonstige | SR/kursiv          | Schnellste Rennrunde                                             |
| sonstige | *                  | nicht im Ziel, aufgrund der zurückgelegten Distanz aber gewertet |
| sonstige | ()                 | Streichresultate                                                 |
| sonstige | unterstrichen      | Führender in der Gesamtwertung                                   |